# Вучје васпитање
Вучје васпитање (енгл. Raised by Wolves) америчка је научнофантастична телевизијска серија чији је аутор Арон Гузиковски за HBO Max. Премијерно је приказана 3. септембра 2020. године. Прве две епизоде режирао је Ридли Скот, који је такође био извршни продуцент серије. Обновљена је за другу сезону убрзо после премијере, а премијерно је приказана 3. фебруара 2022. године. Прва сезона добила је углавном позитивне критике, док је друга примила похвале. У јуну 2022. серија је отказана након две сезоне.

## Радња
Смештена на мистериозну нову планету, током ране фазе колонизације, серија прати два андроида чији је задатак да одгајају људску децу у све бројнијој људској колонији коју прете да раздоре верске разлике.

## Улоге

### Главне
- Аманда Колин као Мајка/Ламија
- Абубакар Салим као Отац
- Винта Макграт као Кампион
- Травис Фимел као Маркус/Кејлеб
- Нијам Алгар као Сју/Мери
- Џордан Лоран као Темпест
- Феликс Џејмисон као Пол
- Итан Хазард као Хантер
- Асија Шах као Холи
- Ајви Вонг као Вита
- Матијас Варела као Лушус
- Петер Кристоферсен као Кливер (2. сезона)
- Селина Џоунс као Бака (2. сезона)
- Морган Санто као Врил (2. сезона)
- Џејмс Харкнес као Тамерлејн (2. сезона)
- Ким Енгелбрехт као Десима (2. сезона)
- Џенифер Сајенг као Нерва (2. сезона)

### Споредне
- Козмо Џарвис као Кампион Стерџес
- Мајкл Пенингтон као Поверење (гласовна улога)

### Гостујуће
- Стив Вол као Амброз

## Епизоде

### Преглед серије
| Сезона | Сезона | Епизоде | Епизоде | Оригинална објава  | Оригинална објава |
| Сезона | Сезона | Епизоде | Епизоде | Премијера          | Финале            |
| ------ | ------ | ------- | ------- | ------------------ | ----------------- |
|        | 1.     | 10      | 10      | 3. септембар 2020. | 1. октобар 2020.  |
|        | 2.     | 8       | 8       | 3. фебруар 2022.   | 17. март 2022.    |

### 1. сезона (2020)
| Бр. еп. (укупно) | Бр. еп. (у сезони) | Наслов | Редитељ            | Сценариста      | Премијера           |
| --- | ------------------ | ------ | ------------------ | --------------- | ------------------- |
| 1 | 1                  |        | Ридли Скот         | Арон Гузиковски | 3. септембар 2020.  |
| Андроиди Мајка и Отац беже са Земље на којој више није могућ живот, одлазе на планету Кеплер-22б и оснивају породицу са шест људских ембриона. Дванаест година касније, остало је само једно дете, Кампион |                    |        |                    |                 |                     |
| 2 | 2                  |        | Ридли Скот         | Арон Гузиковски | 3. септембар 2020.  |
| Након сукоба са Маркусом и Митрејцима, Мајка доводи у насеље своје петоро деце која су рођена на Земљи — Темпест, Пола, Хантера, Холи и Виту.                                                              |                    |        |                    |                 |                     |
| 3 | 3                  |        | Лук Скот           | Арон Гузиковски | 3. септембар 2020.  |
| Када се митрејска деца разболе од мистериозне болести, Кампион посумња да их Мајка трује и одлучи да побегне.                                                                                              |                    |        |                    |                 |                     |
| 4 | 4                  |        | Лук Скот           | Арон Гузиковски | 10. септембар 2020. |
| У покушају да докаже да је користан породици, Отац учи децу да лове мистериозна створења на планети Кеплер-22б и користе их као храну.                                                                     |                    |        |                    |                 |                     |
| 5 | 5                  |        | Серђо Мимица Гецан | Хедер Белсон    | 10. септембар 2020. |
| Под Маркусовом вођством, Митрејци крећу да спасу децу и успут срећу још једну преживелу особу са свемирског брода.                                                                                         |                    |        |                    |                 |                     |
| 6 | 6                  |        | Серђо Мимица Гецан | Дон Џо          | 17. септембар 2020. |
| Након што се повеже са својим творцем, Мајку преплаве јака осећања, за које је мислила да није способна. Због тога оставља насеље отворено за Маркуса, Сју и остале Митрејце који се приближавају.         |                    |        |                    |                 |                     |
| 7 | 7                  |        | Алекс Габаси       | Карен Кембел    | 17. септембар 2020. |
| Маркус покушава да задржи утицај као вођа Митрејаца и доноси одлуке које ће узнемирити његову породицу, док Мајчина способност да га види онаквог какав јесте угрожава његову моћ и њену безбедност.       |                    |        |                    |                 |                     |
| 8 | 8                  |        | Алекс Габаси       | Шинејд Дејли    | 24. септембар 2020. |
| Маркус наставља да показује оданост Митрејцима, а Сју и Пол додатно губе поверење у њега. У међувремену, Мајка покушава да санира видљиве кварове, Хантер ради на тајном пројекту са Оцем.                 |                    |        |                    |                 |                     |
| 9 | 9                  |        | Џејмс Хоз          | Арон Гузиковски | 24. септембар 2020. |
| У покушају да заштити децу, Сју није сигурна да ли може да верује Мајци. У међувремену, Темпест се суочава са личном траумом, Хантер покушава да поправи оца.                                              |                    |        |                    |                 |                     |
| 10 | 10                 |        | Лук Скот           | Арон Гузиковски | 1. октобар 2020.    |
| Пол почиње да показује проблематично понашање које доведе до шокантног открића. Сју се поверава Мајци, а Отац се бори са непознатим осећањима, налик људским.                                              |                    |        |                    |                 |                     |

### 2. сезона (2022)
| Бр. еп. (укупно) | Бр. еп. (у сезони) | Наслов    | Редитељ         | Сценариста      | Премијера         |
| --- | ------------------ | --------- | --------------- | --------------- | ----------------- |
| 11 | 1                  |           | Ернест Дикерсон | Арон Гузиковски | 3. фебруар 2022.  |
| Док се Мајка, Отац и деца суочавају са непријатељством свог новог атеистичког колектива, Маркус жели да попуни зидове древне цркве Соловим поклоницима.                                              |                    |           |                 |                 |                   |
| 12 | 2                  |           | Ернест Дикерсон | Арон Гузиковски | 3. фебруар 2022.  |
| Док колектив има задатак да улови змију, Мајка је остављена да се помири са својим компликованим осећањима. Убеђен да ће му створење помоћи да оствари свој циљ, Маркус жели да га нађе пре атеиста. |                    |           |                 |                 |                   |
| 13 | 3                  |           | Суну Гонера     | Јулијан Мејојас | 10. фебруар 2022. |
| Након што је сазнала да змија није насилна, Мајка је жестоко брани, док је Отац заузет регенерацијом новог андроида. Обдарен загонетним новим моћима, Маркус увећава своју верску заједницу.         |                    |           |                 |                 |                   |
| 14 | 4                  |           | Суну Гонера     | Карен Кембел    | 17. фебруар 2022. |
| Након што Поверење употреби децу за напад на Маркуса, Мајка узме ствари у своје руке, а Отац оствари напредак.                                                                                       |                    |           |                 |                 |                   |
| 15 | 5                  |           | Алекс Габаси    | Арон Гузиковски | 24. фебруар 2022. |
| Сју се окрене молитви у очајничком покушају да излечи Пола, Очев пројекат добије нови живот, а нада се накратко врати Маркусу и његовим следбеницима.                                                |                    |           |                 |                 |                   |
| 16 | 6                  |           | Алекс Габаси    | Арон Гузиковски | 3. март 2022.     |
| Док је Мајка заузета рађањем Темпестине бебе, Сју и Пол кују план да ослободе Маркуса и засаде дрво, али дођу до ужасавајућег открића.                                                               |                    |           |                 |                 |                   |
| 17 | 7                  |           | Лукас Етлин     | Арон Гузиковски | 10. март 2022.    |
| Уздрмани Маркус и Пол се удруже са Мајком да би разоружали однедавно наоружану змију пре него што узрокује незамисливи хаос.                                                                         |                    |           |                 |                 |                   |
| 18 | 8                  | Happiness | Лукас Етлин     | Арон Гузиковски | 17. март 2022.    |
| Бака открива сопствени план, Маркус жели освету, Мајка покушава да неутралише змију, али падавине је смрскају.                                                                                       |                    |           |                 |                 |                   |